# Kreipitzsch
Kreipitzsch war einst ein Gutshof vom Ortsteil Crölpa-Löbschütz der Stadt Naumburg (Saale) im Burgenlandkreis in Sachsen-Anhalt.

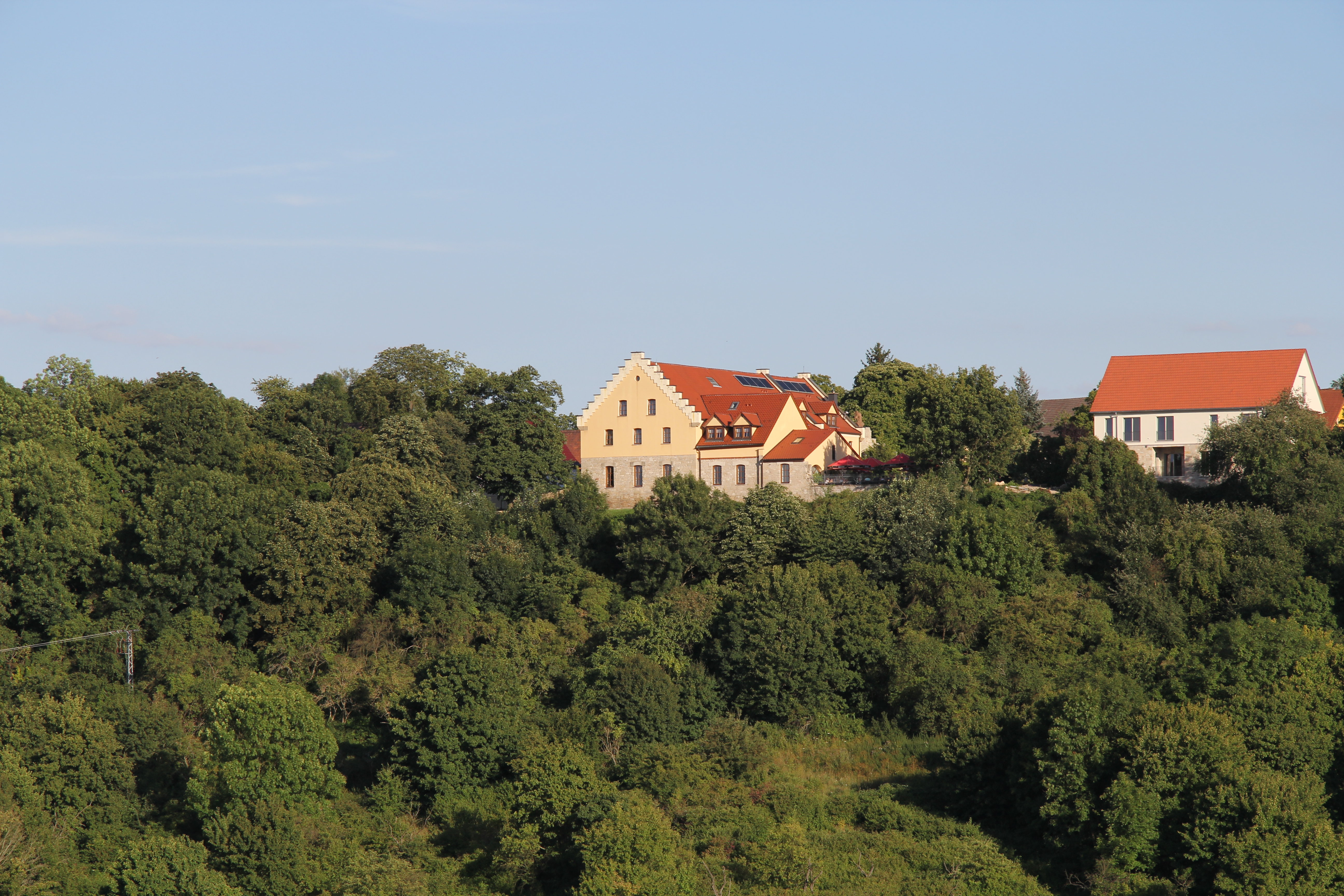
Kreipitzsch, vom Bergfried der Rudelsburg aus gesehen

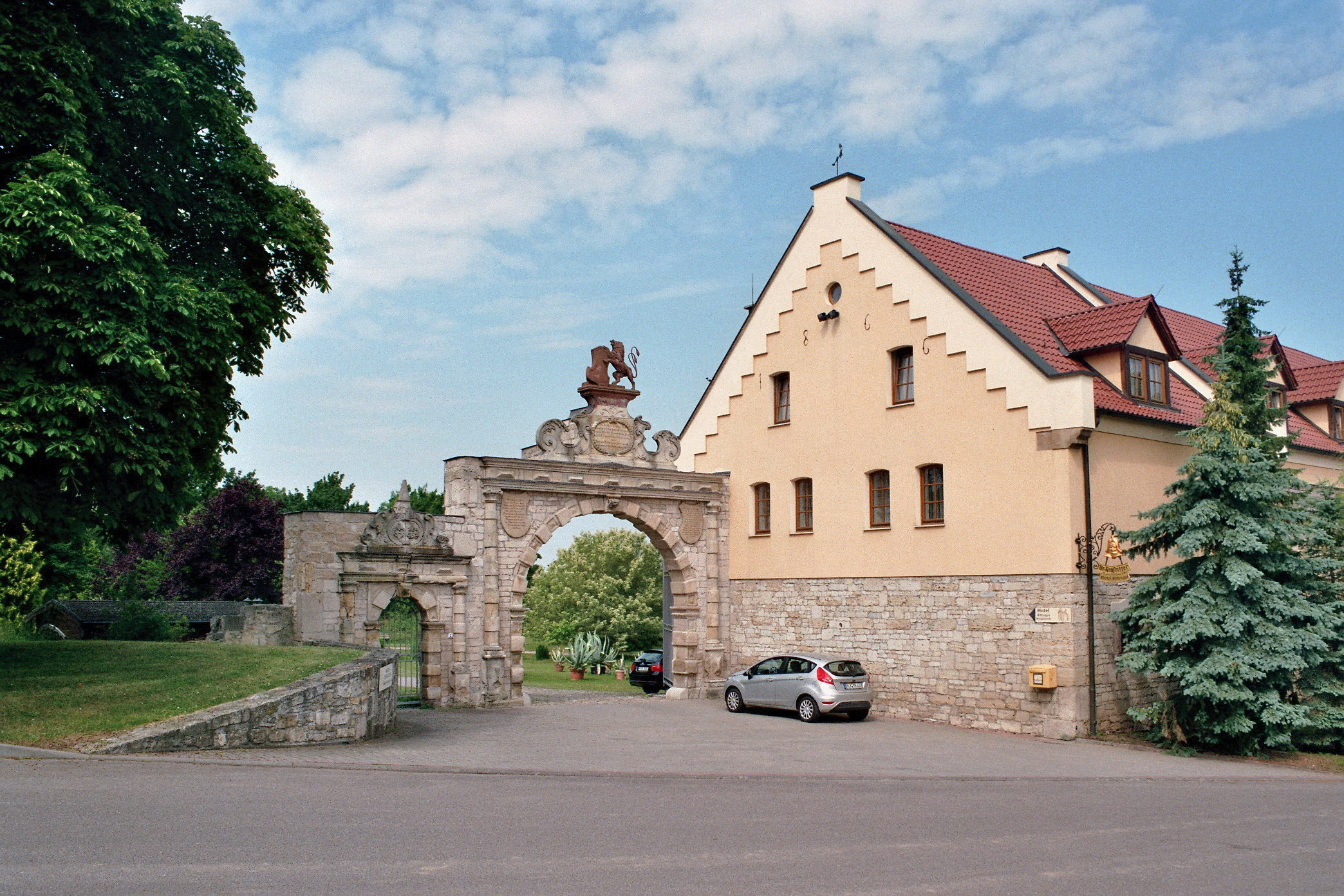
Rittergut Kreipitzsch

## Lage
Kreipitzsch befindet sich auf einer Hochfläche südöstlich der Saale und der Rudelsburg. Das Anwesen des ehemaligen Gutes der Rudelsburg liegt etwa drei Kilometer von der Stadt Bad Kösen und acht Kilometer von der Stadt Naumburg entfernt. Dort oben beginnt das überlösste Hügelland um Zeitz und Schmölln sowie Altenburg, einem Ausläufer der Leipziger Tieflandbucht. Die Kreisstraße 2637 und ein Ortsverbindungsweg aus Richtung Rudelsburg und Saaleck verbinden verkehrsmäßig mit den Zentren.

## Geschichte
Am 2. April 1186 wurde das Gut Kreipitzsch erstmals urkundlich genannt. Es gehörte einst dem Reich und dann einigen Adelsleuten. Es waren zunächst die von Münchhausen. Kreipitzsch, als ein ursprünglich zur Burg Saaleck gehöriges Gut, bildete ein hochstiftlich-naumburgisches Lehen, welches auch in den folgenden Jahrhunderten zum Naumburger Stiftsgebiet gezählt wurde. Im Jahre 1538 belieh der Naumburger Bischof Philipp die Herren von Bünau und Ritter der Rudelsburg mit den ihnen angefallenen stiftischen Lehen, u. a. dem Vorwerk Kreipitzsch und neun Hufen im Amt Camburg. Rudolph von Bünau auf Teuchern und Günther von Bünau auf Gröbitz verkauften 1581 die Rudelsburg und die dazugehörigen Vorwerke Kreipitzsch und Krölp oder Krulpe wegen Schulden an Hans George von Osterhausen, dessen Familie ihren Wohnsitz nach der Zerstörung der Rudelsburg um 1641 nach Kreipitzsch verlegte. Hans George von Osterhausen gilt als der Gründer des modernen Ritterguts Kreipitzsch, denn er erreichte, dass ihm die Gerichtsbarkeit und das erbliche Mannlehen über den Ort übertragen wurden. Von 1671 bis zu ihrem Aussterben 1771 galten die Edlen von Creutz(en) als Besitzer der Rudelsburg mit Kreipitzsch.
Dann erwarb das Adelsgeschlecht von Schönberg die Begüterung im Ort und bildete bald eine eigene genealogische Familienhauslinie Kreipitzsch. Major Christian Ferdinand von Schönberg (1720–1756) hatte zuvor Sophia Amalia von Kreutzen (Creutz) geheiratet. Dadurch wurde die Erbfolge festgelegt. Sie beginnt mit dem Sohn, dem Gutsherrn Ferdinand Ludwig Christian von Schönberg, seine Frau stammte aus der Familie von Tümpling. Der Sohn Franz von Schönberg kaufte die Lehen weiter an und vereinigte sie zum Allodgut. 1827 kam Bernhard von Schönberg hier als einer seiner nachgeborenen Söhne der Gutsfamilie zur Welt. In der Nacht vom 26. zum 27. September 1865 brannten fast alle Gebäude aus ungeklärten Gründen nieder. Die Schönberg betrieben den Wiederaufbau im Jahre 1866, unter dem eigentlichen Erben Haubold von Schönberg, hzgl. sächs. Hauptmann a. D. Aus einer Kreipitzscher Nebenlinie stammte der spätere Generalmajor Walter von Schönberg, Sohn des Juristen Wolf von Schönberg und seiner Frau Sophie, geborene Rabe. Bis 1914 führte Erich von Schönberg die Besitzungen, hinterleiß aber keinen männlichen Nachfahren und so fiel das Rittergut an den nächstälteren Bruder Kurt von Schönberg, zuletzt Oberst a. D. Der spätere Marineoffizier Karl von Schönberg, 1872 auf dem Gut Kreipitzsch geboren, war sein jüngster Bruder. Kurt von Schönberg leitete den Besitz bis zu seinem Tod 1938. Dann erbte dessen Witwe Alice von Schönberg, geb. Brandstetter gen. Degener, die aus London stammte und Tochter eines Verlagsbuchhändlers war, das Anwesen. Sie lebte nach der Enteignung zuletzt in Bad Kösen. Rittergut Kreipitzsch mit Rudelsburg hatte etwa einen Umfang von 205 ha und war teils verpachtet, u. a. an Harald Ziegeler.
Im Zuge der Bodenreform in der Sowjetischen Besatzungszone wurden die Gebäude des Guts abgerissen. Ein kleiner erhaltener Teil wurde baufällig. Nach 1995 wurde die Idee zum Bau eines Hotels verwirklicht. 1996 vollendete man den Bau eines Restaurants. 2011 wurde ein neues Gebäude mit Ferienwohnungen errichtet. Am 1. Januar 2010 wurde das Anwesen mit Crölpa-Löbschütz (und Bad Kösen, Janisroda und Prießnitz) in Naumburg eingemeindet.
Nach Datenvorlagen der Deutschen Nationalsbibliothek sind weitere Persönlichkeiten in Kreipitzsch geboren, u. a. Dorothea Sophia von Osterhausen, Louise Auguste von Pflugk, sowie auch Emma von Hinckeldey.

## Politische Zugehörigkeiten
Im Gegensatz zur Rudelsburg und dem Ort Lengefeld, welche ab Mitte des 16. Jahrhunderts zum kursächsischen Amt Eckartsberga gehörten, zählte der Gutsbezirk Kreipitzsch als Lehen des Hochstifts Naumburg-Zeitz bis 1815 zum Streubesitz des 1544 gebildeten Amts Naumburg. Dieses wiederum kam 1564 unter die Herrschaft des Kurfürstentums Sachsen, zwischen 1656/57 und 1718 unter die Hoheit des Herzogtums Sachsen-Zeitz, danach wiederum zum Kurfürstentum Sachsen und ab 1806 zum Königreich Sachsen. Mit dem Wiener Kongress 1815 wurde Kreipitzsch dem Landkreis Naumburg in der preußischen Provinz Sachsen angegliedert.